# Blaxploitation

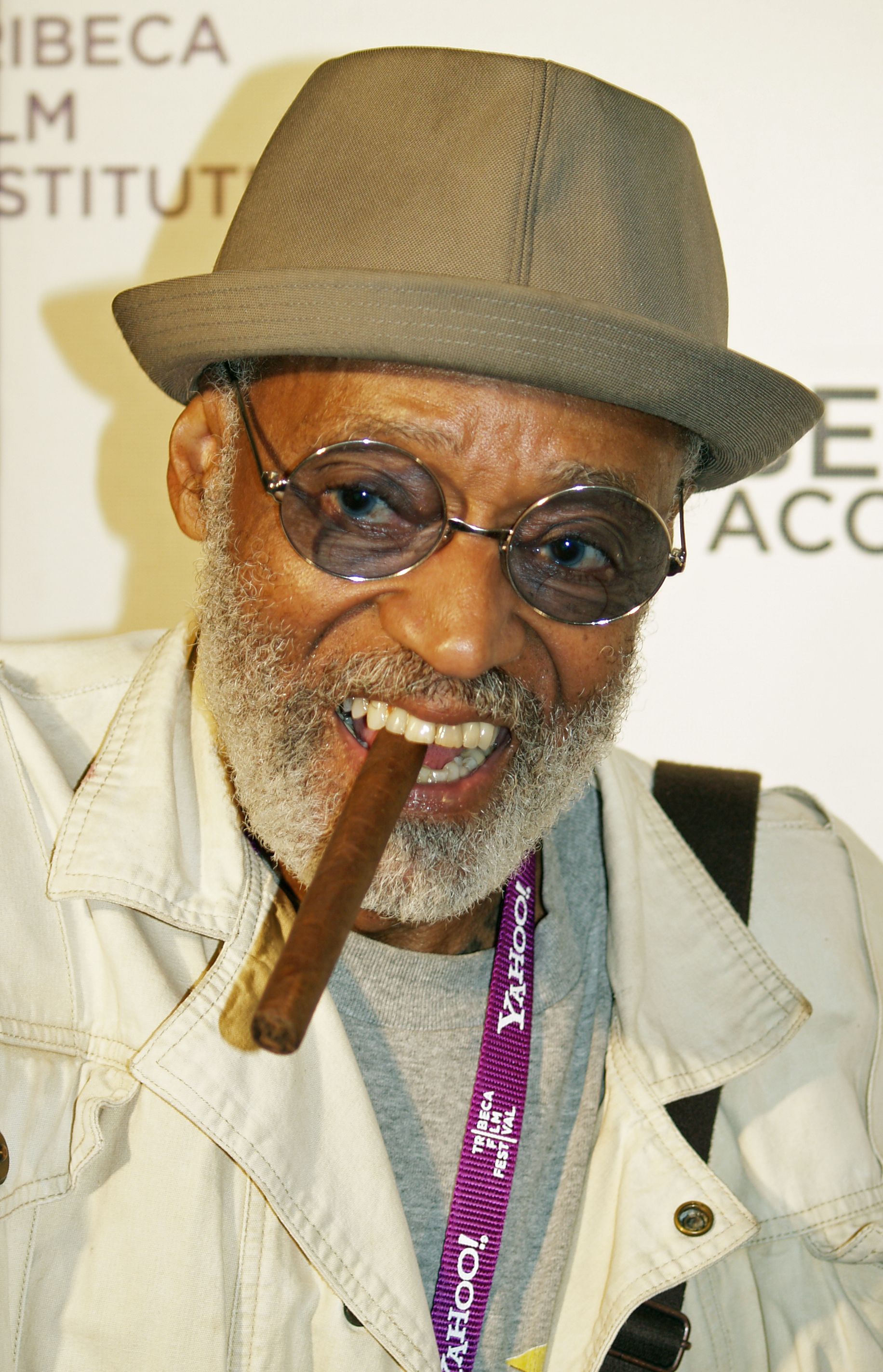
Melvin Van Peebles, considerato uno dei fondatori della blaxploitation

La blaxploitation - fusione delle due parole inglesi black (nero) ed exploitation (sfruttamento) - è stato un genere di film che nacque negli Stati Uniti, nei primi anni settanta, quando molti film d'exploitation furono realizzati a basso costo avendo come pubblico di riferimento gli afroamericani.
I film avevano principalmente attori afroamericani, erano diretti da registi afroamericani ma anche bianchi, e furono i primi ad avere colonne sonore di musica soul o funk. Sebbene criticati dagli attivisti per i diritti civili a causa del loro uso di stereotipi, essi riscossero grande successo colmando la lacuna inerente all'offerta di intrattenimento appositamente creato per gli afroamericani e furono immensamente popolari tra il pubblico di colore, ma anche tra i bianchi.
Il termine blaxploitation è stato sempre contestato dagli attori e dai registi che ne presero parte, perché considerato offensivo e poco valorizzante.

## Storia
(Melvin Van Peebles, riguardo a Sweet Sweetback's Baadasssss Song)

### Influenze
Le influenze alla base della blaxploitation possono essere fatte risalire alla metà degli anni sessanta e principalmente alle rivolte nei ghetti afroamericani (soprattutto in quello di Watts, avvenuta nel 1965), alle battaglie per i diritti civili e all'avvento delle Pantere Nere.

### Origini
Il prototipo della blaxploitation è considerato Pupe calde e mafia nera, diretto nel 1970 da Ossie Davis. Il film narra di due poliziotti afroamericani che operano a Harlem ed è il primo a contenere una colonna sonora soul e funky e a rivolgersi esclusivamente a un pubblico afroamericano.

### 1971: nasce la blaxploitation
Il primo vero film blaxploitation è considerato Sweet Sweetback's Baadasssss Song, film indipendente scritto, diretto e interpretato da Melvin Van Peebles nel 1971. Il film narra di un gigolò afroamericano che dopo aver ucciso due poliziotti è braccato ed è costretto a una perenne fuga, ed è stato il primo film a mostrare un afroamericano che si ribella all'uomo bianco e alla fine riesce a salvarsi. Costato appena 150 000 dollari, il film ne incassò 15 180 000 e aprì la strada agli altri film con protagonisti eroi afroamericani.
Il film che rese popolare la blaxploitation fu però Shaft il detective, diretto da Gordon Parks nel 1971. Il film narra di un detective privato afroamericano, interpretato dall'ex modello Richard Roundtree, che per trovare una ragazza rapita media tra la mafia e la polizia. Shaft riscosse un enorme successo di pubblico: costato 1 200 000 dollari, ne incassò 12 000 000. Inoltre vinse un Oscar per la migliore canzone, andato a Isaac Hayes, e ricevette un'altra nomination per la colonna sonora. Prodotto dalla Metro-Goldwyn-Mayer, all'epoca in grave crisi, il film salvò la casa di produzione dalla bancarotta. Shaft generò due sequel: Shaft colpisce ancora, diretto nel 1972 da Gordon Parks, e Shaft e i mercanti di schiavi, diretto da John Guillermin nel 1973. Nel 2000 fu girato il remake, Shaft, diretto dall'afroamericano John Singleton e interpretato da Samuel L. Jackson. Nel 2019 esce il secondo Shaft interpretato da Samuel L. Jackson.

### 1972: inizia l'invasione
Dopo il grande successo riscosso da Shaft, Hollywood si convinse che produrre film di blaxploitation sarebbe stato molto redditizio. Iniziò così l'invasione di film blaxploitation: nel 1972 la Warner Bros. produsse Superfly, diretto da Gordon Parks jr, figlio di Gordon Parks. Il film mette in scena le avventure di Youngblood Priest (interpretato da Ron O'Neal), uno spacciatore che vive nel lusso ostentato e veste abiti sgargianti. Anche questo film riscosse un ottimo successo al botteghino, e generò due sequel: Superfly T.N.T., diretto da Ron O'Neal nel 1973, e Il ritorno di Superfly, diretto da Sig Shore nel 1990. Il film generò però anche le prime polemiche da parte della stampa, che accusò la pellicola di glorificare troppo il protagonista e di eccedere nella violenza.
Sempre nel 1972 uscì nelle sale cinematografiche statunitensi Blacula, horror che fin dal titolo si propone come una rivisitazione in chiave afroamericana del celebre conte Dracula e delle sue diverse versioni cinematografiche. Diretto da William Craine, il film è divenuto uno tra i cult movie più amati della blaxploitation e riscosse un buon successo tra il pubblico, generando anch'esso un sequel, Scream Blacula Scream, diretto nel 1973 da Bob Kelljan. Inoltre il film ispirò una serie di film horror-blaxploitation, come Abby, Sugar Hill e Blackenstein.
Nel 1972 uscirono altri titoli blaxploitation divenuti cult, come Rubare alla mafia è un suicidio, diretto da Barry Shear e interpretato da Yaphet Kotto, e Donne in catene, diretto da Eddie Romero e interpretato da Pam Grier.

### 1973: l'avvento delle eroine afroamericane

Pam Grier, una delle icone della blaxploitation

Nel 1973 uscirono due film aventi per protagoniste due donne afroamericane forti, indipendenti e altamente sexy: i film erano Cleopatra Jones: licenza di uccidere, diretto da Jack Starrett e interpretato da Tamara Dobson, nel ruolo di un'agente speciale che lotta contro il traffico di droga, e Coffy, diretto dal bianco Jack Hill (considerato uno dei migliori registi di film blaxploitation) e interpretato da Pam Grier, nel ruolo di un'infermiera che si vendica della sorella andata in overdose per colpa di un gruppo di spacciatori.
Il successo di entrambi i film diede il via a un filone interno alla blaxploitation, con protagoniste donne afroamericane che si ribellavano al potere maschile e si vendicavano dei torti subiti, non perdendo mai la loro femminilità. Tra i titoli più noti, Foxy Brown, diretto da Jack Hill nel 1974 e interpretato sempre da Pam Grier, Black Belt Jones, commistione tra la blaxploitation e i film di kung fu, diretto da Robert Clouse nel 1974 e interpretato da Gloria Hendry, Sheba, Baby, diretto nel 1975 da William Girdler e interpretato nuovamente dalla Grier, e Polizia investigativa femminile, diretto nel 1974 da Lee Frost e interpretato da Jeannie Bell.

### Polemiche e fine della blaxploitation
Le critiche maggiori alla blaxploitation arrivarono dalla NAACP (Associazione Nazionale per il Progresso delle Persone di Colore), dalla Southern Christian Leadership Conference (Conferenza per la Guida Cristiana del Sud), e dalla Urban League (Lega Urbana), che si associarono per formare la Coalition Against Blaxploitation (Coalizione contro la Blaxploitation). La polemica fu ingrandita a causa del fatto che questi film erano spesso scritti e diretti da bianchi, anche se film scritti da afroamericani con tematiche simili furono ugualmente catalogati come blaxploitation.
Appoggiato da molti addetti ai lavori, questo gruppo ottenne molta attenzione da parte dei mass media, e velocizzò la morte del genere, avvenuta tra il 1975 e il 1976.
Anche se molti continuano a ritenere razzista questo genere di film, alcuni studiosi di cinema lo difendono, ritenendolo un mezzo per aumentare la presenza di afroamericani sugli schermi. Questi film inoltre spianarono la strada a successivi film per il grande pubblico incentrati sui problemi dei ghetti afroamericani.
Le principali accuse, da parte delle associazioni che si battono per i diritti dei neri, riferite alla blaxploitation sono quelle di stereotipare e di mettere in cattiva luce la comunità nera nonché di razzismo e di sfruttamento delle medesime comunità.

### Anni novanta: la blaxploitation torna di moda
Negli anni novanta si è avuto un ritorno di fiamma verso la blaxploitation: film come New Jack City, diretto dal figlio di Melvin Van Peebles, Mario Van Peebles nel 1991 e interpretato da Wesley Snipes, Rabbia ad Harlem, sequel di Pupe calde e mafia nera diretto dall'afroamericano Bill Duke nel 1991, Original Gangstas, diretto da Larry Cohen e interpretato da icone del genere come Fred Williamson, Pam Grier, Jim Brown, Ron O'Neal e Richard Roundtree, e Hoodlum, diretto da Bill Duke e interpretato da Laurence Fishburne, riportarono alla ribalta il genere, ottenendo buoni riscontri sia da parte del pubblico sia della critica cinematografica.
A far ritornare definitivamente di moda la blaxploitation fu però Jackie Brown, diretto nel 1997 da Quentin Tarantino e interpretato da Pam Grier. Il film, fin dal titolo che rimanda a Foxy Brown, rese omaggio al genere e nello stesso tempo lo reinventò, proponendo nuovamente un'eroina femminile afroamericana, scevra però dei connotati vendicativi e violenti delle pellicole dell'epoca.

## Tematiche e stile
Quasi tutti i film di blaxploitation contenevano eccessi di violenza e di sesso. Quando erano ambientati nel Nord degli Stati Uniti, essi tendevano a svolgersi nei ghetti e a trattare di sfruttatori di prostitute, trafficanti di droga e assassini di professione. Quando erano ambientati nel Sud, i film spesso si svolgevano in una piantagione e trattavano di schiavitù e di mescolanza tra le razze.
Altre peculiarità del genere sono un montaggio rapido, l'importanza della colonna sonora, riprese quasi tutte effettuate in esterni, per le strade, e una fotografia "sporca".

## Omaggi e parodie
- Recenti film come Austin Powers in Goldmember (2002) e Undercover Brother (2002) citano il genere della blaxploitation. Questa tendenza risale ai primi anni novanta, con film quali Strictly Business (1991) e Juice (1992).
- Nel 1996 il regista afroamericano Spike Lee, di solito molto duro nei confronti della blaxploitation,[6] rese omaggio al genere nel suo Girl 6 - Sesso in linea, inserendo una scena in cui la protagonista Theresa Randle immagina di interpretare una sequenza di un film di blaxploitation.
- Scappa, scappa... poi ti prendo!, diretto da Keenen Ivory Wayans nel 1988, è una parodia dei film di blaxploitation urbana, con diverse stelle maschili del genere (con l'eccezione di Fred Williamson). Un'altra parodia di molti elementi della blaxploitation è Pootie Tang (2001). La commedia di Robert Townsend, Hollywood Shuffle (1987) è incentrata su un giovane attore afroamericano attratto dall'idea di recitare in un film di blaxploitation prodotto da bianchi.
- La popolare serie di anime Cowboy Bebop contiene diversi episodi con temi blaxploitation, in particolare Mushroom Samba che si prende molto gioco dei film di blaxploitation.
- The Hebrew Hammer (2003) è un'altra parodia, ma con un protagonista ebreo (e fu quindi chiamato da alcuni Jewsploitation).
- Nel 2004, Mario Van Peebles realizzò Baadasssss!, un film che racconta la produzione di Sweet Sweetback's Baadasssss Song. Mario recita la parte di suo padre, Melvin.
- Il cartone animato I Griffin mostrava un inserto basato sui film blaxploitation nella forma di una parodia di Ritorno al futuro, presentando il lontano cugino del protagonista Peter Griffin come Marty McSuperFly.
- Nell'episodio de I Simpson, intitolato Simpson Tide, un annunciatore della televisione dice: «Ora, su Teatro Exploitation...Blackula, seguito da Blackenstein e The Blunchblack of Blotre Blame!».

## Filmografia parziale
- Omicidio al neon per l'ispettore Tibbs (They Call Me MISTER Tibbs!), regia di Gordon Douglas (1970)
- Pupe calde e mafia nera (Cotton Comes to Harlem), regia di Ossie Davis (1970)
- Sweet Sweetback's Baadasssss Song, regia di Melvin Van Peebles (1971)
- Shaft il detective (Shaft), regia di Gordon Parks (1971)
- Shaft colpisce ancora (Shaft's Big Score!), regia di Gordon Parks (1972)
- Superfly, regia di Gordon Parks Jr. (1972)
- Blacula, regia di William Craine (1972)
- Rubare alla mafia è un suicidio (Across 110th Street), regia di Barry Shear (1972)
- Donne in catene (Black Mama, White Mama), regia di Eddie Romero (1972)
- Melinda, regia di Hugh A. Robertson (1972)
- Black Caesar - Il Padrino nero (Black Caesar), regia di Larry Cohen (1973)
- Shaft e i mercanti di schiavi (Shaft in Africa), regia di John Guillermin (1973)
- Superfly T.N.T., regia di Ron O'Neal (1973)
- Cleopatra Jones: licenza di uccidere (Cleopatra Jones), regia di Jack Starrett (1973)
- Coffy, regia di Jack Hill (1973)
- The Black Godfather, regia di John Evans (1974)
- Johnny lo svelto, regia di Robert Clouse (1974)
- Abby, regia di William Girdler (1974)
- Sugar Hill, regia di Paul Maslansky (1974)
- Blackenstein, regia di William A. Levey (1974)
- Uomini duri (Tough Guys), regia di Duccio Tessari (1974)
- Polizia investigativa femminile (Policewomen), regia di Lee Frost) (1974)
- È tempo di uccidere detective Treck (Truck Turner), regia di Jonathan Kaplan (1974)
- The Black Gestapo, regia di Lee Frost (1975)
- Coonskin, regia di Ralph Bakshi (1975)
- Operazione casinò d'oro (Cleopatra Jones and the Casino of Gold), regia di Charles Bail (1975)
- Sheba, Baby, regia di William Girdler (1975)
- Lady Cocoa, regia di Matt Cimber (1975)
- T.N.T. Jackson, regia di Cirio H. Santiago (1975)
- Dolemite, regia di D'Urville Martin (1975)
- Brotherhood of Death, regia di Richard F. Barker e Bill Berry (1976)
- The Human Tornado, regia di Cliff Roquemore (1976)
- Black Samurai, regia di Al Adamson (1977)
- The Wiz, regia di Sidney Lumet (1978)
- Il ritorno di Superfly (The Return of Superfly), regia di Sig Shore (1990)
- New Jack City, regia di Mario Van Peebles (1991)
- Rabbia ad Harlem (A Rage in Harlem), regia di Bill Duke (1991)
- Jackie Brown, regia di Quentin Tarantino (1997)
- Hoodlum, regia di Bill Duke (1997)
- Shaft, regia di John Singleton (2000)
- Black Dynamite, regia di Scott Sanders (2009)

### Documentari sulla blaxploitation
- Baadasssss Cinema di Isaac Julien (2002)